# Gastrostomia percutània

Sonda de gastrotomia en cavitat gàstrica

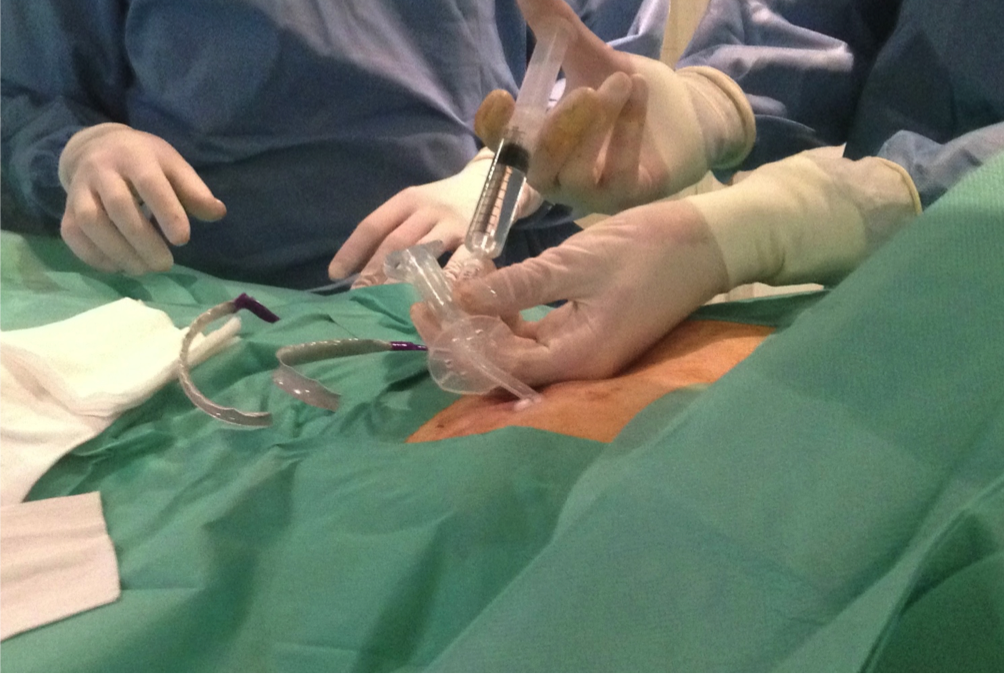
Sonda de gastrotomia

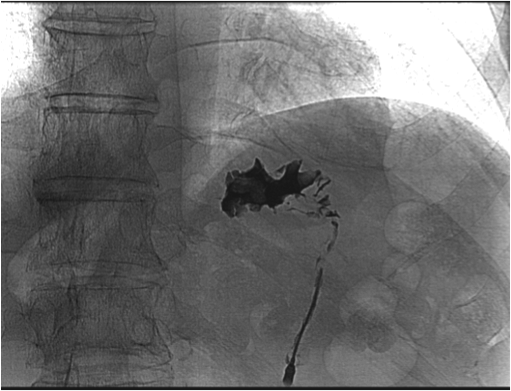
Comprovació radiològica de sonda de gastrotomia

La gastrotomia percutània és un tractament que consisteix en la inserció d'una sonda definitiva de llarga durada en la cavitat gàstrica a través de la paret abdominal anterior, amb la finalitat principal de permetre una alimentació entèrica (normal).
Actualment, s'utilitza la gastrotomia endoscòpica percutània en la qual la sonda nasogàstrica és substituïda per l'endoscopi.

## Indicacions
Ha estat indicada per als següents quadres:
Disfàgia o afàgiaÉs la indicació principal i sol ser secundària a un trastorn neurològic (ictus, esclerosi lateral amiotròfica, dany cerebral post hipòxia o seqüela post traumatisme cranioencefàlic), una neoplàsia de cap i coll (ORL) o una neoplàsia esofàgica o del càrdies.
Mètode de suport nutricionalEn adults amb alteració de l'absorció intestinal per malaltia inflamatòria intestinal, enteritis ràdica o escleroderma en els que la nutrició per via oral no sigui suficient. En població pediàtrica: fibrosi quística, hidrocefàlia o cardiopatia congènita severa.
Buidament gàstricEn aquells pacients que necessitin una nutrició entèrica prolongada i que presenten risc de broncoaspiració, història de reflux gastroesofàgic, obstrucció esofàgica amb fístula esofagicotraqueal, obstrucció proximal a l'angle de Treitz o parèsia gàstrica, es col·locaran catèters de gastrojejunostomia percutància (GYP) de doble llum.

## Contraindicacions
Està totalment contraindicada quan el pacient pateix qualsevol trastorn no corregible de la coagulació o en els següents casos de manera relativa:
- Varius gàstriques o hipertensió portal.
- Interposició del còlon entre la paret abdominal i la cambra gàstrica.
- Cirurgia gàstrica prèvia.
- Ascites.
- Carcinomatosi peritoneal.
- Immunosupressió.
- Diàlisi peritoneal.
- Infecció cutània greu a nivell d'epigastri.
- S'ha d'evitar fer quan l'esperança de supervivència del pacient sigui inferior a 2 setmanes.

## Procediment
El procediment es realitza amb el pacient en decúbit supí. Es monitora i es fa neteja i desinfecció de l'àrea quirúrgica. En tractar-se d'un procediment net contaminat no hi ha necessitat de realitzar profilaxi antibiòtica segons l'evidència actual. No obstant això, en pacients amb neoplàsia de cap i coll o immunodeprimits és recomanable una dosi de cefazolina 1 g IV.
A través de la sonda nasogàstrica es realitza l'inflat de la càmera gàstrica amb aire ambient fins que la paret gàstrica anterior se situa el més a prop possible de la paret abdominal, sense produir sobredistenció gàstrica.
Si no ha estat possible la implantació d'una sonda nasogàstrica, l'inflat de l'estómac es realitza mitjançant la col·locació d'un catèter diagnòstic 4 o 5 Fr tipus multipropòsit amb l'extrem distal localitzat a la cambra gàstrica, amb accés des de la boca o nas (segons el pacient estigui sedat o amb anestèsia general i intubació orotraqueal) i amb l'ajuda d'una guia hidrofílica sota visió fluoroscòpica. En aquest procediment inicial és d'utilitat l'angulació lateral de l'arc digital per aconseguir una adequada separació de l'esòfag i així evitar una canalització inadvertida de la via aèria que pot produir episodis de tos incontrolable i de saturació.
Mitjançant l'ecògraf s'assegura que no hi hagi anteposició del lòbul hepàtic esquerre i mitjançant la fluoroscòpia es localitza el còlon transvers.
Si s'apreciés un buidament gàstric ràpid es pot administrar una dosi de buscapina IV.
El lloc òptim de punció ha de ser subcostal, aproximadament entre el cos i l'antre gàstric equidistant entre les curvatures major i menor.
S'infiltra amb l'anestèsic local la pell, el teixit subcutani i el pla profund procurant no travessar la paret gàstrica anterior.
S'ha d'evitar el gruix del múscul recte abdominal (ateses les molèsties que això pot ocasionar al pacient), sent preferible la punció de la línia paramediana esquerra o bé de la línia mitjana abdominal.
La punció es dirigeix amb un angle aproximat de 75 a 90° caudocranial.
En cas d'optar per l'ús de gastropexia s'utilitzen d'1 a 4 àncores en T. Aquestes s'implanten mitjançant un sistema precarregat en agulla de punció. Es realitza la punció gàstrica amb la tècnica habitual i un cop es troba la punta de l'agulla en la cambra gàstrica (això es comprova connectant l'agulla a una xeringa amb sèrum salí i exercint pressió negativa fins a aconseguir aspirar aire o injectant contrast un cop es nota que s'ha travessat l'estómac) s'introdueix l'àncora mitjançant un empenyedor i es procedeix a estirar la sutura (unida a àncora) cap amunt i a fixar-la a la pell.
A continuació es fa una incisió a la pell entre els punts de gastropèxia i es dilata el trajecte de la pell amb un dissector. Es realitza la punció gàstrica, s'introdueix una guia super-rígida i es retira l'agulla. Es procedeix a la dilatació del tracte amb dilatadors progressius o amb un sistema de dilatadors telescopats. En el supòsit d'utilitzar introductor pelable es recomana l'ús de sistema 2F superior al diàmetre de la sonda. Un cop aconseguit el diàmetre desitjat s'introdueix la sonda de forma coaxial a través de l'introductor pelable. És important estar segur que la punta de l'introductor pelable està a l'interior de la cavitat gàstrica tot comprovant per fluoroscòpia que no es produeix una invaginació de la paret gàstrica, que podria condicionar un posicionament inadequat de la sonda a la cavitat peritoneal, durant la seva inserció.
Es demostra amb contrast radio-opac la correcta col·locació de la sonda a la cavitat gàstrica, es retira la guia i s'infla amb aigua destil·lada el baló distal o es conforma el sistema de subjecció.
Si no hi ha complicacions, es fixa la sonda a la pell amb un dispositiu col·loide.
Les possibles complicacions associades a aquesta mena de pràctiques són:
- Peritonitis: 3%
- Hemorràgia gastrointestinal: 2,3%
- Pneumònia per aspiració: 1%
- Infecció a l'estómac o al tracte intestinal: 4%
- Sortida accidental de la sonda
- Oclusió de la llum de la sonda